# Estación de radiotelegrafía de Varberg
La estación de radio Varberg es un centro de telecomunicaciones construido en Grimeton, Suecia (provincia de Halland) en 1922-1924 y refleja los comienzos de la comunicación inalámbrica transatlántica.
El transmisor TBF (VLF) fue construido en 1923, y contiene el único emisor a alternador Alexanderson funcionando en el mundo. La antena es un haz de cables aéreos tendido en seis torres de 127 metros.
El emisor de Grimeton se utilizó hasta mediados de los 50 para las comunicaciones telegráficas transatlánticas con la estación de  Long Island, Nueva York, Estados Unidos, y para las comunicaciones submarinas hasta 1996.

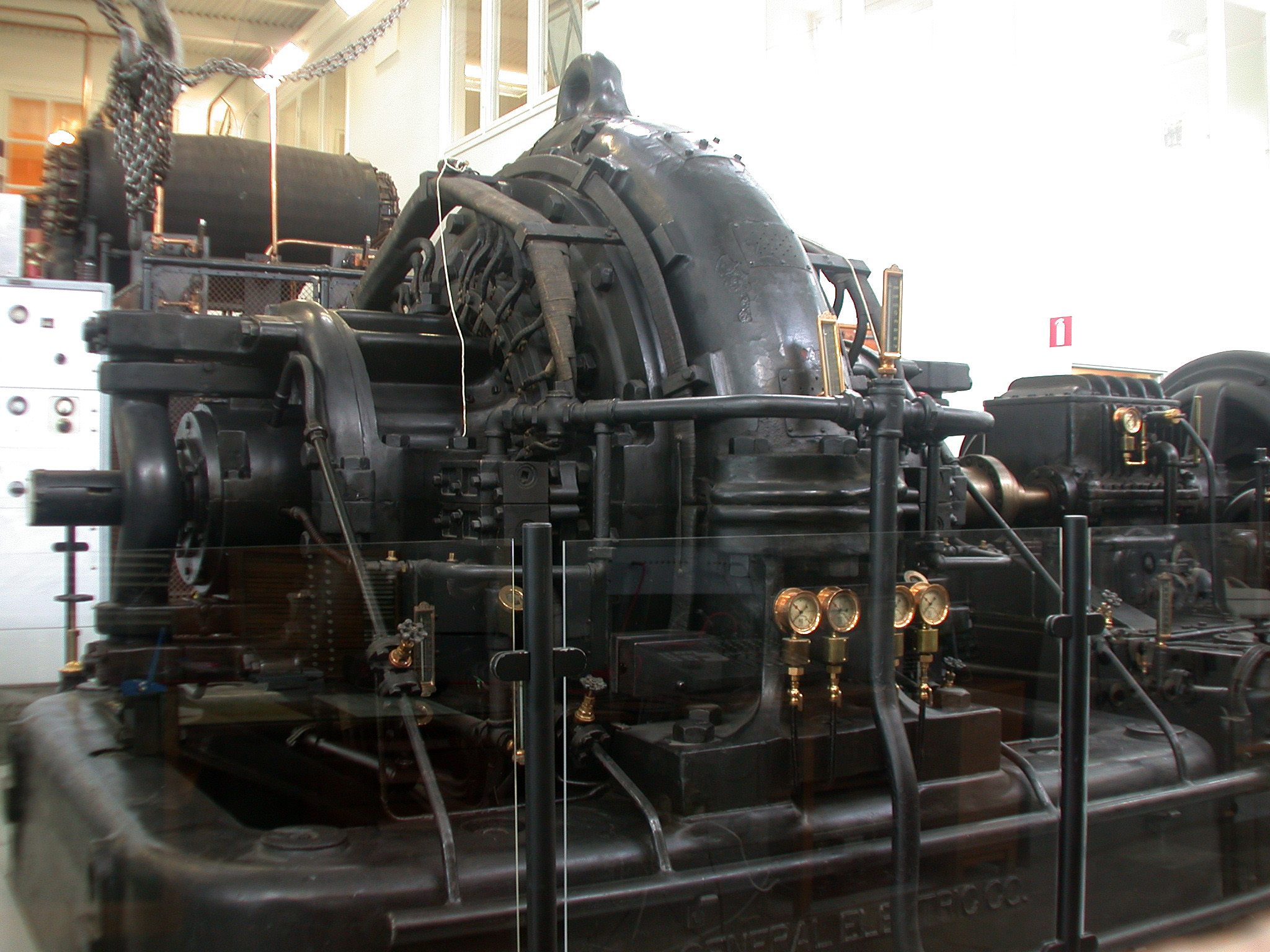
El alternador de Grimeton.

En 1968 se instaló un segundo transmisor, con técnicas de transistores y tubos para sustituir la máquina rotativa, a la frecuencia de 17,2 kHz con las mismas antenas.
En 1996, el emisor, en parte mecánico, demasiado viejo y anticuado, fue parado. Su excelente estado le hizo ser declarado monumento nacional. Se puede visitar en verano. Los días de los eventos nacionales, en particular en el Alexandersondagen (la jornada Alexanderson que se celebra cada año el tres de julio), se pone en marcha para transmitir el código Morse del «indicativo SAQ» en 17,2 kHz ((... .- --.-)).
El transmisor de 1960 es utilizado todavía por la marina sueca. 
La estación de Grimeton no solo funciona en VLF, sino también en alta frecuencia (onda corta) y radio FM y en televisión. Otra torre de 260 metros fue construida en 1966 al lado del emisor de 40 kHz.
El 2 de julio de 2004, la Estación de Radio de Grimeton fue inscrita en el Patrimonio de la Humanidad como la última superviviente de las grandes estaciones de transmisión de radio basadas en técnicas anteriores a la era de la electrónica.
Las últimas transmisiones desde SAQ en 17.2 kHz tuvieron lugar el 24 de diciembre de 2013, el 29 de junio de 2014, el 25 de diciembre de 2014, el 28 de junio de 2015, el 3 de julio de 2016 y el 1 de julio de 2018. Por lo menos se realizan dos transmisiones regulares al año, una el primer domingo de julio y otra en Nochebuena, el 24 de diciembre, además de una o dos transmisiones adicionales en ocasiones especiales o para pruebas. 
Una estación idéntica en Polonia (Nadawcza Radiostacja Transatlantycka Babice) fue destruida en 1945.
La estación tiene una superficie de 109,9 hectáreas, en la que se encuentran varios edificios, donde está la emisora original Alexanderson,  varios transmisores más de onda corta con sus antenas y otros edificios para el personal de la estación. Los edificios principales fueron diseñados por el arquitecto Carl Åkerblad con un estilo neoclásico. El diseño y construcción de las antenas fue realizado por el ingeniero Henrik Kreüger, siendo en su época las estructuras de ingeniería más altas de Suecia.

## Galería

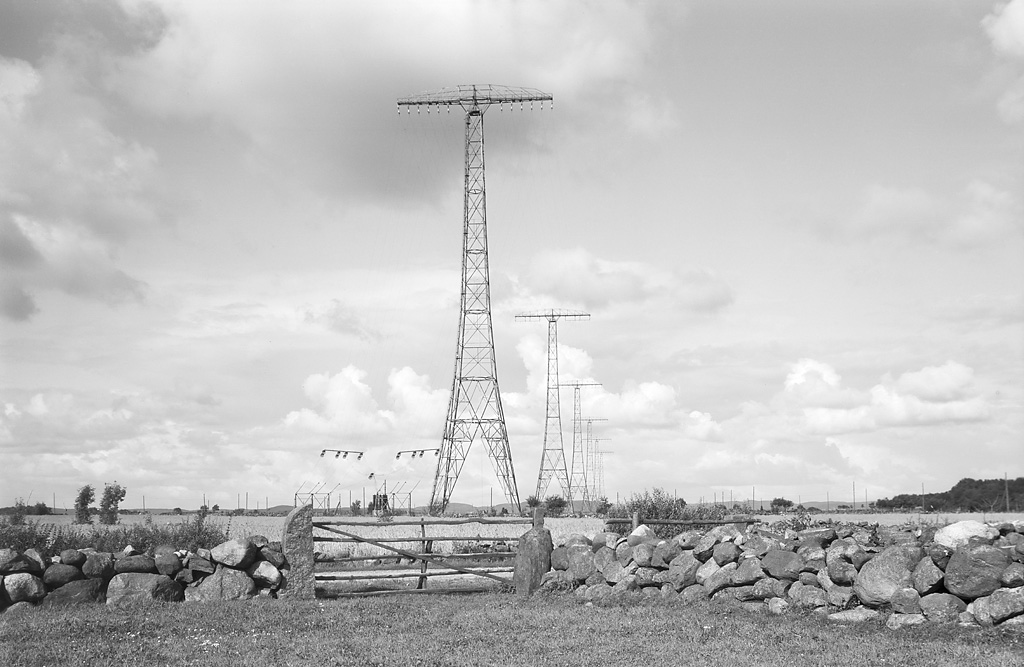
Torres de radio de la estación de radio de Varberg en Grimeton
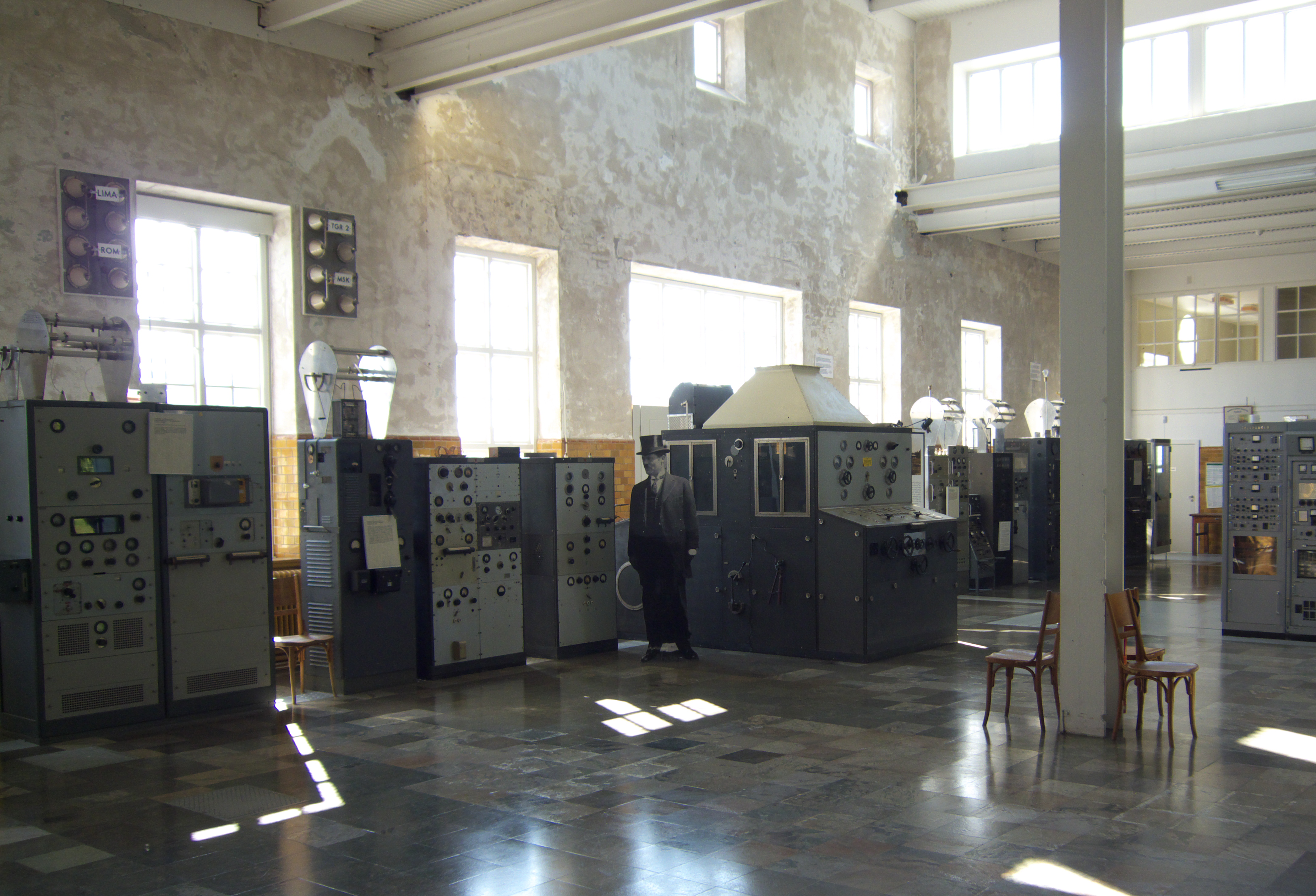
Interior de la estación de radio Grimeton
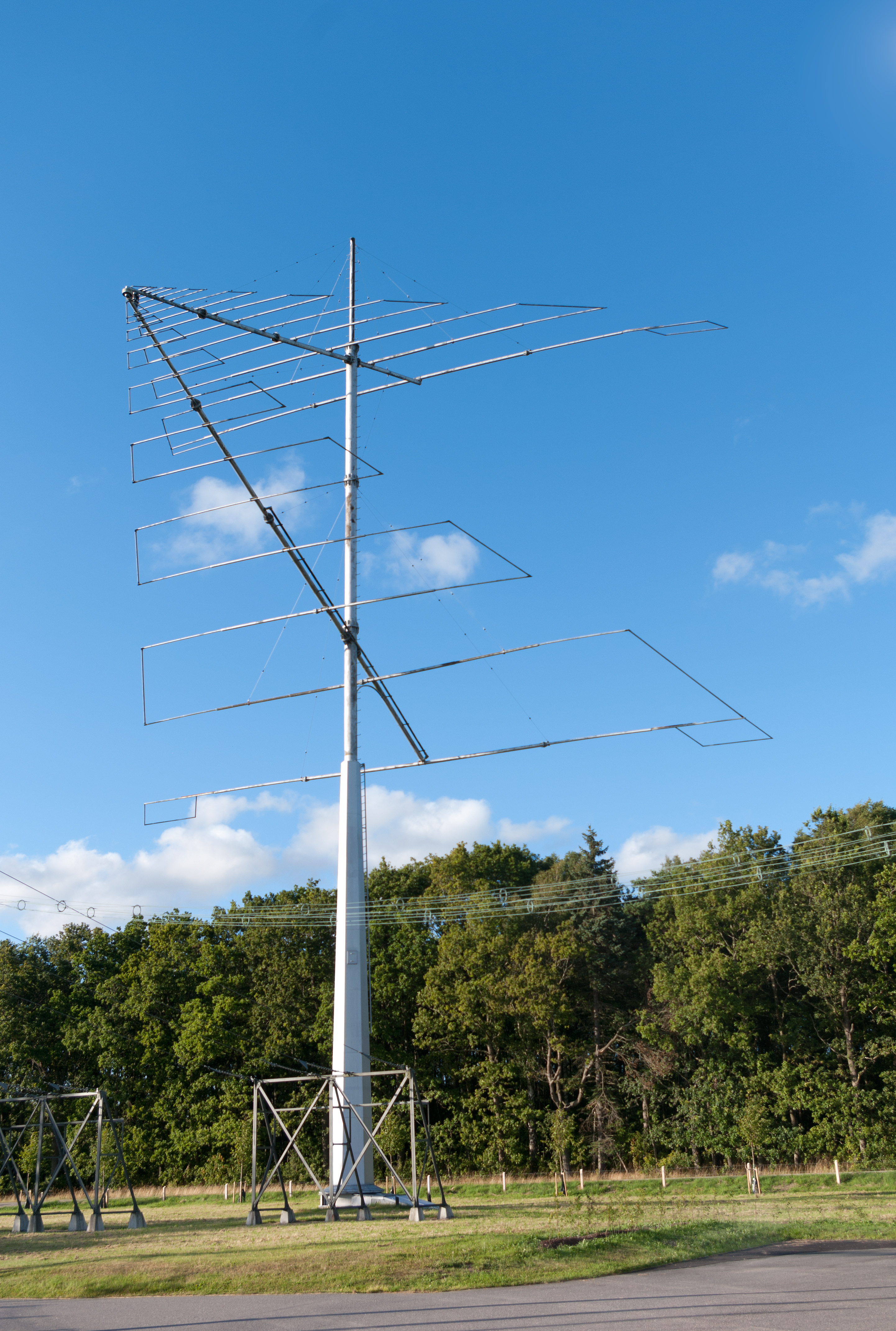
Antena de onda corta periódica, además de la antigua estación de radio de Varberg, Suecia
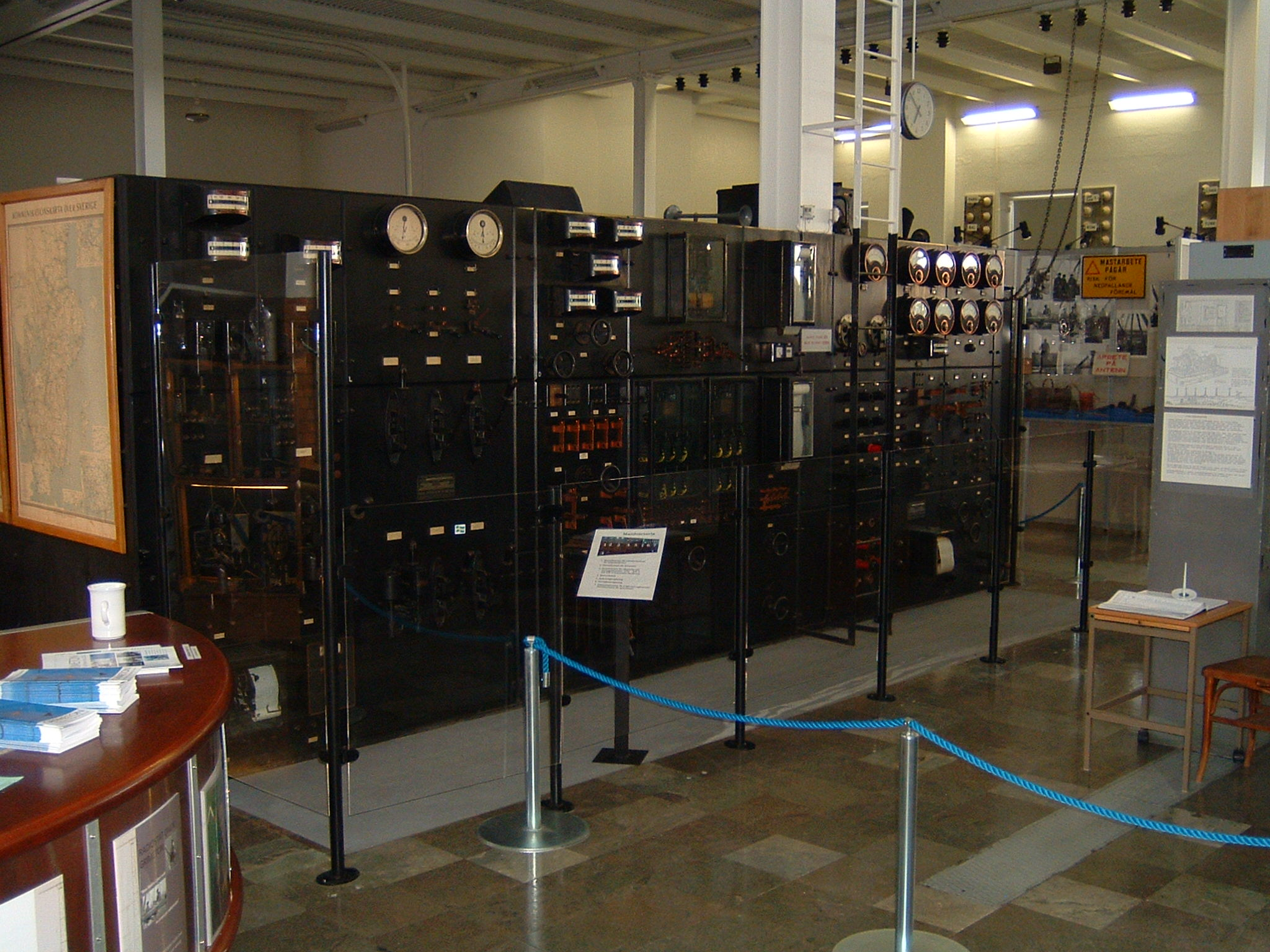
Interior del edificio principal de la estación de radio en Grimeton en el municipio de Varberg con el equipo del transmisor
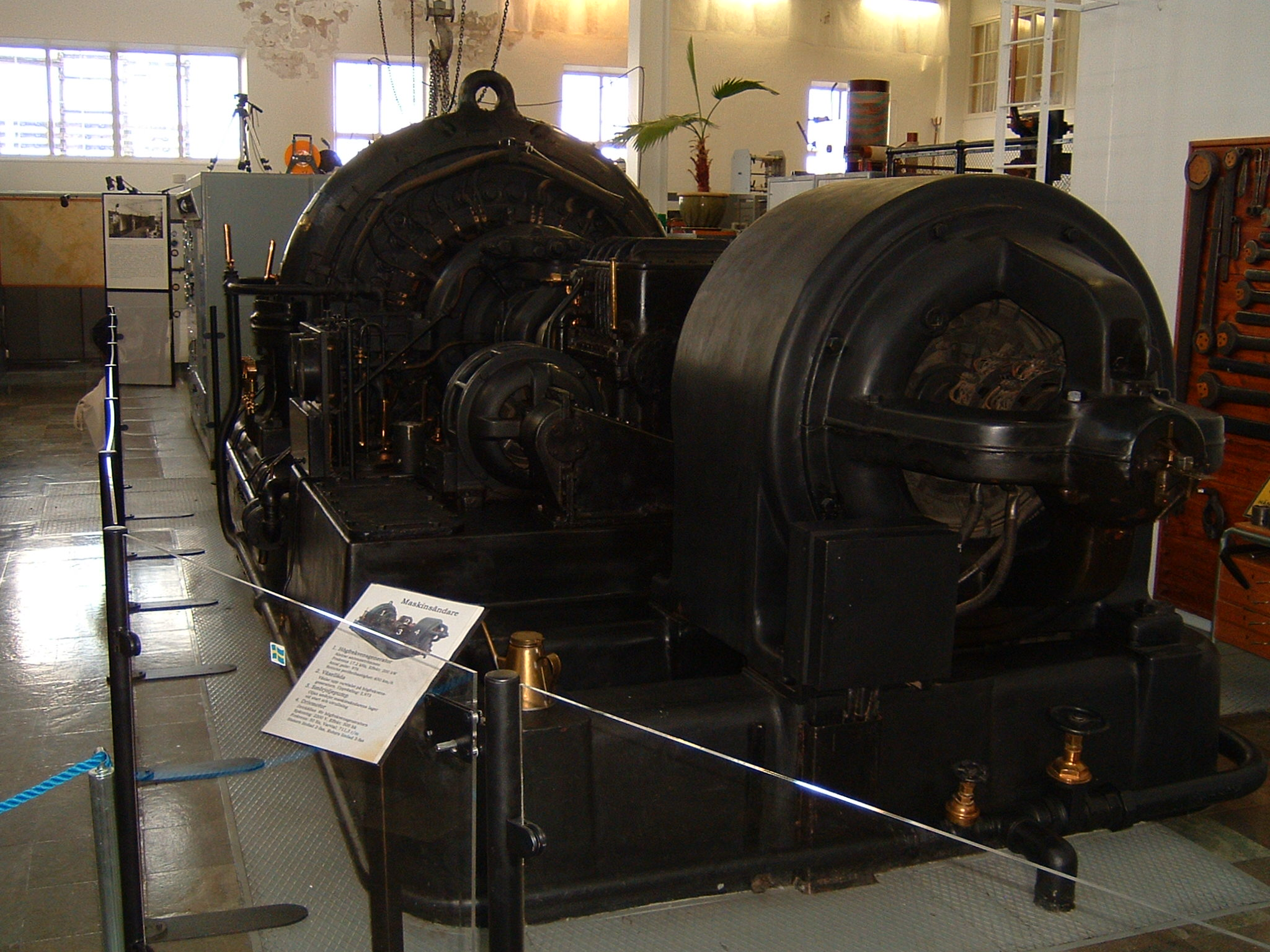
Interior del edificio principal de la estación de radio en Grimeton en el municipio de Varberg con el equipo del transmisor
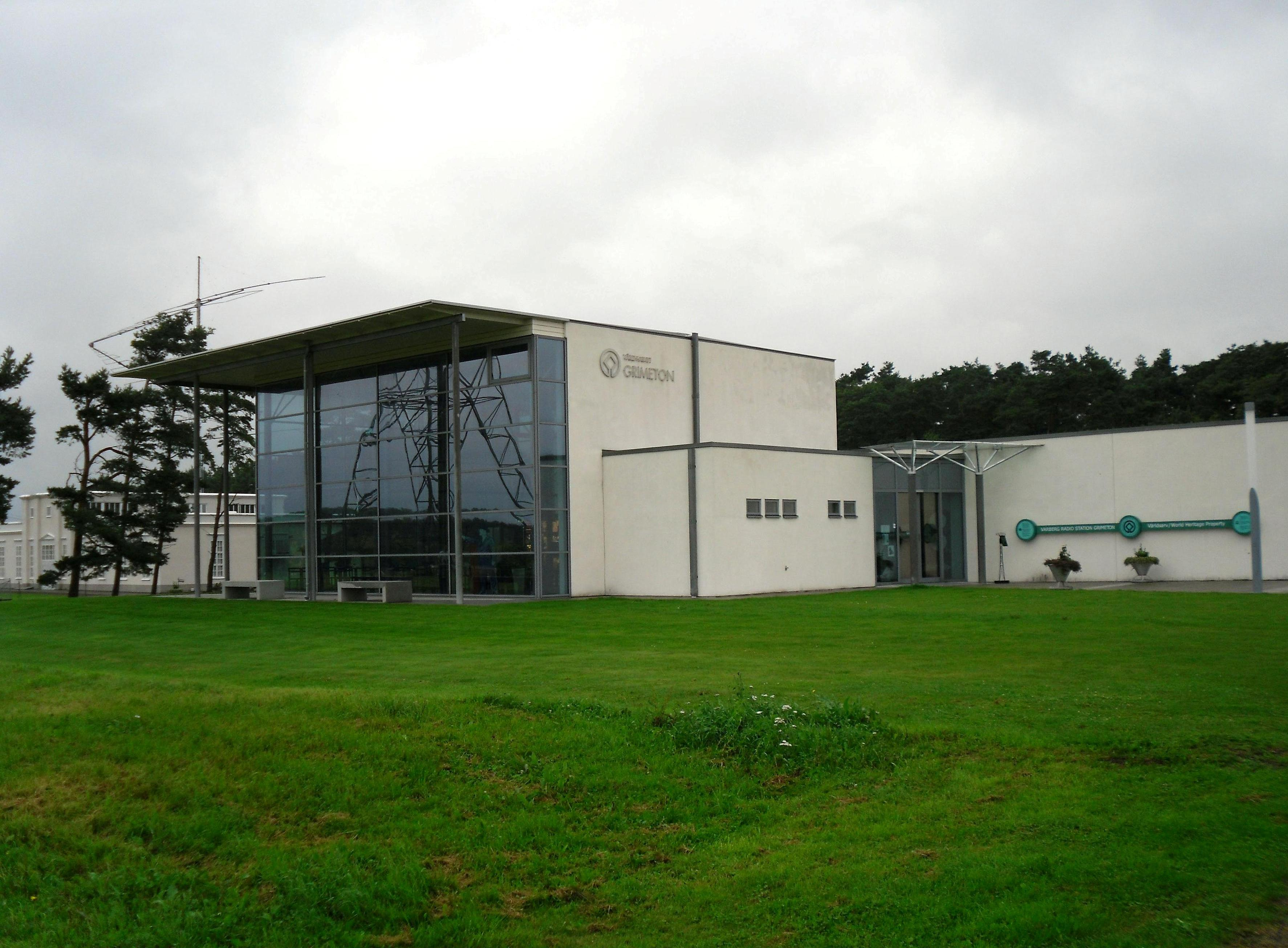
Hall de entrada del Patrimonio Mundial de Grimeton
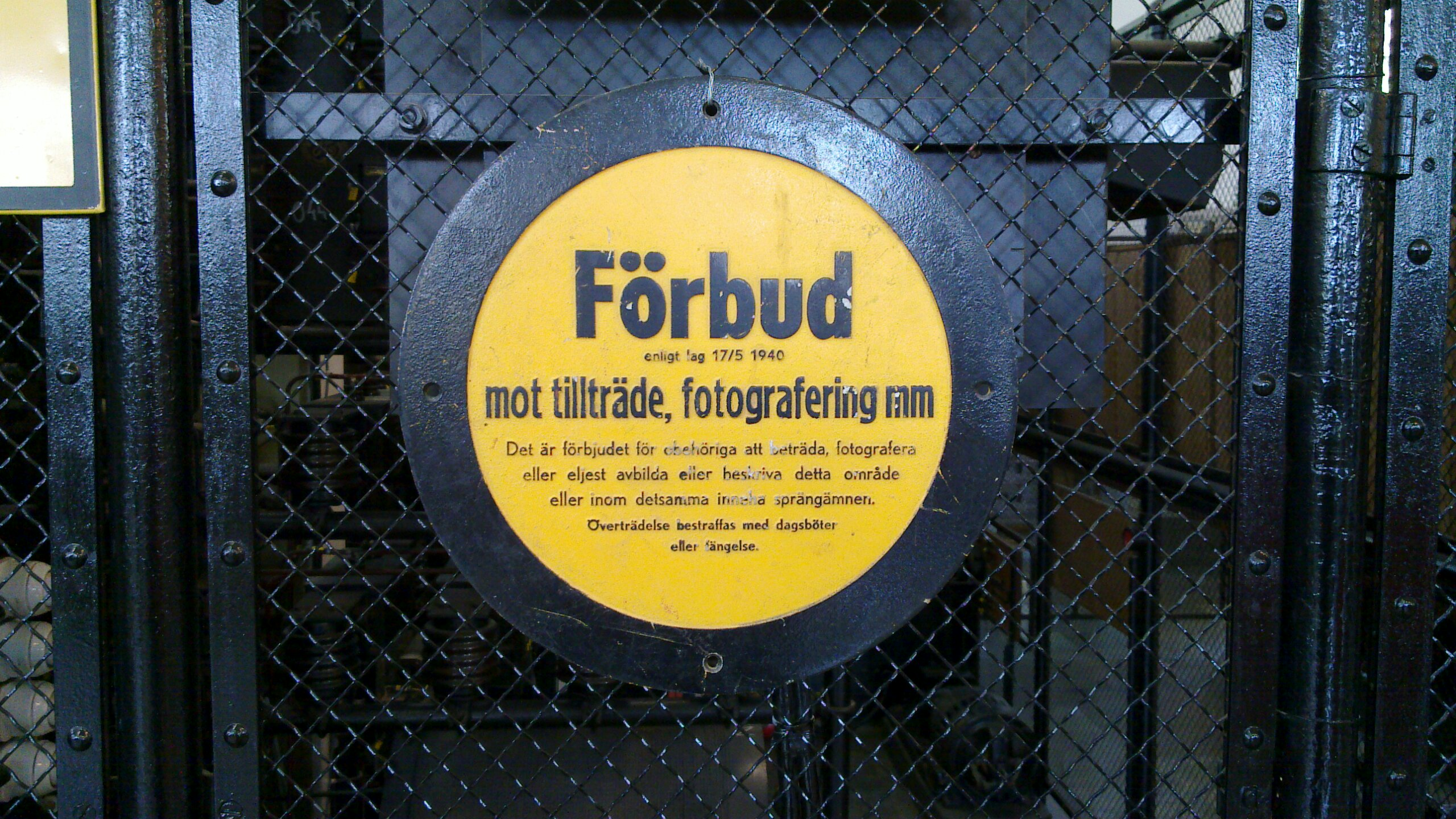
Una señal de advertencia en la entrada